# Józef Geringer
Józef Geringer (lub Józef Geringer-Oedenburg)– poseł do Sejmu Krajowego Galicji I kadencji (1865–1867), właściciel dóbr w okolicy Borszczowa, starosta żółkiewski około roku 1879.
Wybrany w I kurii obwodu Czortków, z okręgu wyborczego Czortków 28 grudnia 1865 na miejsce Leoncjusza Wybranowskiego.